# Élections sénatoriales de 2020 dans la Sarthe
Les élections sénatoriales dans la Sarthe ont lieu le dimanche 27 septembre 2020. Elles ont pour but d'élire les sénateurs représentant le département au Sénat pour un mandat de six années.

## Contexte départemental
Lors des élections sénatoriales de 2014 dans la Sarthe, trois sénateurs ont été élus selon un mode de scrutin proportionnel.
Depuis, tous les effectifs du collège électoral des grands électeurs ont été renouvelés, avec les élections départementales de 2015, les élections régionales de 2015, les élections législatives de 2017 et les élections municipales de 2020.

## Sénateurs sortants
| Sénateur | Sénateur              | Parti | Fonctions lors de l'élection en 2014    |
| -------- | --------------------- | ----- | --------------------------------------- |
|          | Louis-Jean de Nicolaÿ | LR    | Conseiller général, maire de Le Lude    |
|          | Jean Pierre Vogel     | LR    | Conseiller général, maire de Bonnétable |
|          | Muriel Cabaret        | PS    | Conseillère régionale                   |

## Présentation des listes et des candidats
Les nouveaux représentants sont élus pour une législature de 6 ans au suffrage universel indirect par les 1 547 grands électeurs du département. Dans la Sarthe, les sénateurs sont élus au scrutin proportionnel plurinominal. Leur nombre reste inchangé, trois sénateurs sont à élire et cinq candidats doivent être présentés sur la liste pour qu'elle soit validée. Chaque liste de candidats est obligatoirement paritaire et alterne entre les hommes et les femmes. Plusieurs listes seront déposées dans le département. Elles sont présentées ici dans l'ordre de leur dépôt à la préfecture et comportent l'intitulé figurant aux dossiers de candidature.

### Parti communiste français
| N° | Candidats | Candidats               | Parti | Principales fonctions               |
| -- | --------- | ----------------------- | ----- | ----------------------------------- |
| 01 |           | Gilles Leproust         | PCF   | Maire d'Allonnes                    |
| 02 |           | Stéphanie Dubois-Gasnot | PCF   | Conseillère municipale de La Flèche |
| 03 |           | Alain Besnier           | PCF   | Maire de Montbizot                  |
|    |           |                         |       |                                     |
| 04 |           | Isabelle Frénéhard      | PCF   | Conseillère municipale d'Arnage     |
| 05 |           | Sylvain Poirrier        | PCF   | Maire d’Arthezé                     |

### Europe Écologie Les Verts
| N° | Candidats | Candidats         | Parti | Principales fonctions                          |
| -- | --------- | ----------------- | ----- | ---------------------------------------------- |
| 01 |           | Sophie Bringuy    | EÉLV  | Conseillère régionale                          |
| 02 |           | Hervé Bois        | EÉLV  | Adjoint au maire de Bazouges-sur-le-Loir       |
| 03 |           | Virginie Monceaux | EÉLV  | Conseillère municipale de Saint-Mars-la-Brière |
|    |           |                   |       |                                                |
| 04 |           | Cyrille Froger    | EÉLV  |                                                |
| 05 |           | Isabelle Sévère   | EÉLV  | Adjointe au maire de Le Mans                   |

### Parti socialiste
| N° | Candidats | Candidats         | Parti | Principales fonctions                                   |
| -- | --------- | ----------------- | ----- | ------------------------------------------------------- |
| 01 |           | Thierry Cozic     | PS    | Maire d'Arnage                                          |
| 02 |           | Carine Ménage     | PS    | Conseillère régionale, adjointe au maire de La Flèche   |
| 03 |           | Patrice Vernettes | DVG   | Conseiller départemental, maire de Saint-Mars-la-Brière |
|    |           |                   |       |                                                         |
| 04 |           | Léa Duval         | DVG   | Maire de Beaumont-sur-Sarthe                            |
| 05 |           | Alexandre Lechat  | PS    | Conseiller municipal du Mans                            |

### La République en marche - Mouvement démocrate
| N° | Candidats | Candidats                 | Parti | Principales fonctions                 |
| -- | --------- | ------------------------- | ----- | ------------------------------------- |
| 01 |           | Pascale Fontenel-Personne | MoDem | Députée                               |
| 02 |           | Laurent Veau              | DVD   |                                       |
| 03 |           | Séverine Tafforeau        | LREM  | Conseillère municipale de Cures       |
|    |           |                           |       |                                       |
| 04 |           | Lionel Borremans          | DVG   |                                       |
| 05 |           | Annie Faisandel           | LREM  | Adjointe au maire de Montval-sur-Loir |

### Union des démocrates et indépendants
| N° | Candidats | Candidats              | Parti | Principales fonctions |
| -- | --------- | ---------------------- | ----- | --------------------- |
| 01 |           | Didier Barbet          | UDI   |                       |
| 02 |           | Michaëla Chaumont      | UDI   |                       |
| 03 |           | Guy Bréteau            | UDI   |                       |
|    |           |                        |       |                       |
| 04 |           | Martine-Louise Lemoine | UDI   |                       |
| 05 |           | Jean-Luc Tant          | UDI   |                       |

### Les Républicains
| N° | Candidats | Candidats             | Parti | Principales fonctions                                    |
| -- | --------- | --------------------- | ----- | -------------------------------------------------------- |
| 01 |           | Louis-Jean de Nicolaÿ | LR    | Sénateur sortant, conseiller municipal du Lude           |
| 02 |           | Véronique Cantin      | LR    | Conseillère départementale, maire de Neuville-sur-Sarthe |
| 03 |           | Fabien Lorne          | LR    | Conseiller départemental                                 |
|    |           |                       |       |                                                          |
| 04 |           | Nathalie Dupont       | LR    | Maire de Laigné-en-Belin                                 |
| 05 |           | Joël Méténier         | LR    |                                                          |

### Divers droite
| N° | Candidats | Candidats         | Parti | Principales fonctions                                              |
| -- | --------- | ----------------- | ----- | ------------------------------------------------------------------ |
| 01 |           | Jean Pierre Vogel | LR    | Sénateur sortant, conseiller municipal de Bonnétable               |
| 02 |           | Martine Crnkovic  | LR    | Conseillère départementale, maire de Louailles                     |
| 03 |           | Frédéric Beauchef | LR    | Conseiller départemental, maire de Mamers                          |
|    |           |                   |       |                                                                    |
| 04 |           | Françoise Lelong  | LR    | Conseillère départementale, conseillère municipale de Saint-Calais |
| 05 |           | Emmanuel Franco   | LR    | Conseiller départemental, maire d'Étival-lès-le-Mans               |

### Rassemblement national
| N° | Candidats | Candidats              | Parti | Principales fonctions |
| -- | --------- | ---------------------- | ----- | --------------------- |
| 01 |           | Éric de Vilmarest      | RN    | Maire de Saint-Aignan |
| 02 |           | Marie Genevrey         | RN    | Conseillère régionale |
| 03 |           | Bruno Bucciol          | RN    |                       |
|    |           |                        |       |                       |
| 04 |           | Catherine Trahtenbroit | RN    |                       |
| 05 |           | Sébastien Neveu        | RN    |                       |

## Résultats
| Tête de liste                                                                             | Tête de liste             | Liste                        | Voix  | %     | Sièges |  |
| ----------------------------------------------------------------------------------------- | ------------------------- | ---------------------------- | ----- | ----- | ------ |  |
|                                                                                           | Jean Pierre Vogel         | Les Républicains             | 485   | 31,82 | 1      |  |
| Unis pour la Sarthe                                                                       |                           |                              | 485   | 31,82 | 1      |  |
|                                                                                           | Thierry Cozic             | Parti socialiste             | 351   | 23,03 | 1      |  |
| Engagés pour l'avenir de nos territoires                                                  |                           |                              | 351   | 23,03 | 1      |  |
|                                                                                           | Louis-Jean de Nicolaÿ     | Les Républicains             | 296   | 19,42 | 1      |  |
| Agir pour nos territoires                                                                 |                           |                              | 296   | 19,42 | 1      |  |
|                                                                                           | Sophie Bringuy            | Europe Écologie Les Verts    | 132   | 8,66  | 0      |  |
| Vivre nos territoires                                                                     |                           |                              | 132   | 8,66  | 0      |  |
|                                                                                           | Pascale Fontenel-Personne | Divers centre (MoDem - LREM) | 121   | 7,94  | 0      |  |
| Pour une Sarthe moderne et dynamique                                                      |                           |                              | 121   | 7,94  | 0      |  |
|                                                                                           | Gilles Leproust           | Parti communiste français    | 94    | 6,17  | 0      |  |
| Pour l’humain et la planète                                                               |                           |                              | 94    | 6,17  | 0      |  |
|                                                                                           | Didier Barbet             | Divers (UDI)                 | 23    | 1,51  | 0      |  |
| Agir autrement                                                                            |                           |                              | 23    | 1,51  | 0      |  |
|                                                                                           | Éric de Vilmarest         | Rassemblement national       | 22    | 1,44  | 0      |  |
| Liste localiste présentée par le rassemblement national pour le rééquilibrage territorial |                           |                              | 22    | 1,44  | 0      |  |
|                                                                                           |                           |                              |       |       |        |  |
| Votes valides                                                                             | Votes valides             | Votes valides                | 1 524 | 98,01 |        |  |
| Votes blancs                                                                              | Votes blancs              | Votes blancs                 | 12    | 0,77  |        |  |
| Votes nuls                                                                                | Votes nuls                | Votes nuls                   | 19    | 1,22  |        |  |
| Total                                                                                     | Total                     | Total                        | 1 555 | 100   | 3      |  |
| Abstention                                                                                | Abstention                | Abstention                   | 10    | 0,64  |        |  |
| Inscrits / participation                                                                  | Inscrits / participation  | Inscrits / participation     | 1 565 | 99,36 |        |  |